# 吉川晃介
吉川 晃介（よしかわ こうすけ、1957年7月31日 - ）は、日本の男性声優、元スタントマン。滋賀県出身。旧芸名：富田 晃介（とみた こうすけ）。

## 人物
以前は大沢事務所に所属していた。
小野登の紹介で宍戸大全に会うため、東映京都撮影所に行き、『水戸黄門』の撮影に同行。その現場で風車の弥七のトランポリンスタントを担当し、デビューする。

## 出演作品

### テレビアニメ
- 新世紀GPXサイバーフォーミュラ（1991年、大友譲二[2][5]）
- 太陽の勇者ファイバード（1991年 - 1992年、五郎）
- 元気爆発ガンバルガー（1992年、ショドーン）
- ファンタジーアドベンチャー 長靴をはいた猫の冒険（1992年、アリババ[2]）
- 機動戦士Vガンダム（1993年、キーラ）
- 勇者警察ジェイデッカー（1994年、明石）
- MONSTER（2005年、男B、メガネの男）

### OVA
- メガゾーン23（1985年、首相）
- 新世紀GPXサイバーフォーミュラ11（1992年 - 1993年、大友譲二[2][6]）
- お江戸はねむれない!（1993年、町民A[7]）
- 新世紀GPXサイバーフォーミュラEARLYDAYS RENEWAL（1996年、大友譲二）

### ゲーム
- VIRUS（1997年、ジャンキー3）
- 麻雀やろうぜ!2（2000年、瓦鳩之介、芥川泥之介）
- 新世紀GPXサイバーフォーミュラ VS（2008年、大友譲二）

### 特撮
- ウルトラマンガイア（1998年、ダム職員役）
- 超星神グランセイザー（2003年、ステュークスの声）
- 幻星神ジャスティライザー（2004年、レジェンダー・ギャメリオンの声）

### 吹き替え
- ロシア・ハウス

### テレビドラマ
- 水戸黄門（切られ役、吹き替えスタント）

### 映画
- 宇宙からのメッセージ（1978年、ガバナス兵士）

### ドラマCD
- タイムクライシス（M.O.Z）
- レジェンド・オブ・クリスタニア〜はじまりの冒険者たち〜（兵士）